# 奪戦元年
『奪戦元年』（だっせんがんねん）は、火浦功原作・里見桂作画による日本の漫画。『週刊少年サンデー』（小学館）において、1984年31号から1985年10号にかけて連載された。地球を狙う異星人と、特殊な能力を持つ超人との戦いを、コメディタッチを交えて描いたSFアクション漫画である。全30話。単行本は全3巻で、3回の増刷の後に絶版となっている。

## 概要
火浦功が原作だが、物語の進行は序盤からすでに原作と漫画とで乖離し始め、中盤以降は基本設定を除いてほぼ別の物語といえる。この理由を火浦は、基本的にシリアスに進行する漫画側に対し、自身は原作中で多数のギャグを狙う傾向があり、そのギャグには文章で表現できても絵での表現が困難なものが多かったことや、連載や長編が不得手のためとしている。作画担当の里見は、SFやメカニックデザインなど何もかもが初めての作品であり、苦労して力が入りすぎたと語っている。
連載当時の『サンデー』では圧倒的な人気漫画の『うる星やつら』を始め、『タッチ』『火の玉ボーイ』『六三四の剣』『炎の転校生』といった錚々たる人気漫画が揃っており、そのような中で本作のようなコメディタッチのSFはなかなか人気が得られず、連載期間1年にも満たずに打ち切りに終わった。なお連載終了に向けての最終エピソード直前には『サンデー』が年末年始合併号ということもあり、正月をテーマとした1話完結の番外編が3本掲載されたが、これは打ち切りが決定した時点で残り9話の連載を必要としたにもかかわらず、最終エピソードのみではその話数に足りなかったことから、間を繋ぐために描かれたもので、そのうち1話は火浦の短編小説集『丸太の鷹』に収録されている短編小説を脚色したものである。
なお連載時のクレジットにはないが、敵側のキャラクターやメカニックのデザインは出渕裕が担当している。

## あらすじ
主人公・野木聖はある日、奇妙な老人が巨大な機械の怪物と戦っている場面に遭遇する。その老人こそ、有史以前から地球を守って戦い続けてきた正義の超人「戦士（ひーろー）」であった。数億年前から銀河を支配していた異星文明・クロサイトが2千年ぶりに活動を再開し、自分たちの脅威となりつつある生命体を抹殺すべく、地球への侵攻を開始していたのだ。偶然その場に居合わせたがために「戦士」の後継者となってしまった聖は、地球の命運を賭けて、否応なしにクロサイトと戦うことになる。

## 登場人物
野木 聖（のぎ せい）
主人公の少年。元はごく普通の学生。偶然から戦士（ひーろー）の使命とすべての力を受け継ぎ、たった1人でクロサイトと戦う羽目になる。強大な敵、途方もない使命、自身に与えられた想像を絶する戦士の力に戸惑いつつも、やがて戦士としての自覚を得て、戦いに身を投じてゆく。
森村 まなつ（もりむら まなつ）
聖の隣の家に住む少女。聖の幼馴染みで、級友でもある。口が悪いが聖を深く想っており、戦いに迷いを見せる聖をしばしば叱咤しつつ、彼を信じて戦いを見守り続ける。
遮光器土偶（しゃこうきどぐう）
歴代戦士（ひーろー）の助言者。見た目はその名の通り遮光器土偶だが、意思を持って自由に動く上に言葉も話し、豊富な知識や瞬間移動などの能力で聖の戦いをサポートする。物語の狂言回しにあたるキャラクター。正体は終盤に明らかとなる。
先代戦士（せんだいひーろー）
聖の前に戦士（ひーろー）として戦っていた老人。ソドムとゴモラ、ムー大陸、アトランティスといった時代から、歴史の陰に隠れつつクロサイトと戦い続けていた。年老いて力を失いつつあったため、戦いの場に偶然居合わせた聖を無理やり後継者とし、死亡した。
ナジャ・ビー
クロサイトの尖兵の1人。地球人女性と同じ姿をしており、地球人の中に潜伏しつつ、巧妙に侵略作戦を遂行するとともに、聖の命を執拗につけ狙う。

## 派生作品
ウィークエンド・ひーろー 放課後の英雄
火浦の原作をもとにした、火浦自身の著による小説風の作品。一応は小説の体裁をとっているものの、実際には当初の原作はあくまで作画担当の里見個人向けに書かれており、不特定多数の読者を対象とした小説と呼べるものではなかったため、本文とほぼ同量の注釈を添えることで第三者の読者を対象作品に仕上げられている。この注釈には連載当時の裏話なども豊富にあり、注釈が主で原作はおまけともいえるが、こうした構成を火浦自身は「失敗」と言い切っている。
また連載当時、火浦の執筆が連載に間に合わないことがあったために原作の一部原稿が存在しないことや、あまりに非常識な描写があったことなどから、半分以上は加筆訂正が行われている。主要登場人物の名前が異なるほか、物語の筋も一部異なり、主人公は実父の後を継いで戦士になったという設定になっている。
なお漫画のタイトルも当初は同じく『ウィークエンド・ひーろー』となる予定だったが、同時期の連載漫画にカタカナで似たタイトルのものがあったため、『奪戦元年』と改題された。

## 書誌情報
- 火浦功・里見桂『奪戦元年』小学館〈少年サンデーコミックス〉、1985年。

1. 1985年2月15日発行（1985年2月1日発売[11]）、ISBN 978-4-09-121251-1
2. 1985年3月15日発行（1985年3月1日発売[11]）、ISBN 978-4-09-121252-8
3. 1985年5月15日発行（1985年5月1日発売[11]）、ISBN 978-4-09-121253-5